# Егоршинский радиозавод
Его́ршинский радиозаво́д (ЕРЗ) — предприятие по разработке и производству профессиональных средств радиосвязи, мобильных антенных опор для телекоммуникационного оборудования на различных шасси и энергетического дизельного и газопоршневого оборудования с широким спектром применения. Находится в городе Артёмовский Свердловской области, на станции Егоршино.

## История
Завод основан 8 ноября 1931 года. Выпускал радиопередвижки.
В годы Великой Отечественной войны выпускались переговорные устройства для танков (было выпущено более 100 тысяч устройств). В последующее время — радиостанции ДВ, СВ, КВ и УКВ диапазона, в частности, «Ангара».
С 1970 года завод приступил к освоению «Аппаратуры телекодовой связи».
В 1981 году награждён Орденом «Трудового Красного Знамени» за освоение «Аппаратуры телекодовой связи».
С 2000 года завод начал поставку продукции для железнодорожного транспорта, а в 2001 году — поставку узлов для завода холодильников «Стинол» в Липецке.
С 2002 года завод начал поставку комплектующих для автомобильной промышленности и к концу 2008 года довёл объёмы производства до 900 млн рублей. Основной потребитель продукции — ОАО «АвтоВАЗ».
Во время кризиса 2008—2009 годов «АвтоВАЗ» существенно сократил производство, неоднократно останавливал конвейер и задерживал оплату комплектующих поставщикам. Сложная ситуация на рынке автомобилей привела к тому, что предприятие не смогло справиться с обслуживанием банковских кредитов.
В 2009 году завод имел долгов на сумму в 1,5 миллиарда рублей и стоял на грани банкротства. В 2010 году завод был обесточен за неуплату, производство было остановлено и в итоге суд признал завод банкротом.
15 марта 2014 года имущественный комплекс предприятия-банкрота приобретен инвестором. Новое юридическое лицо стало правопреемником и сохранило уральский бренд — «Егоршинский радиозавод».
Председатель областного правительства Денис Паслер заявил: «Самое важное для нас, что инвестор взял на себя обязательства по погашению задолженности по заработной плате перед бывшими работниками предприятия в течение второго квартала 2014 года, не считая руководителей. Подчеркну, что это дополнительные обязательства, которые взял на себя инвестор, так как по закону только пятая часть от суммы сделки была бы направлена на погашение задолженности по заработной плате, остальные средства — на выплаты кредиторам. В данном случае лишь пять миллионов рублей пошло бы на зарплату при долге перед людьми в 24 миллиона. Мы высоко ценим этот шаг инвестора по созданию социальной стабильности в Артёмовском».
В 2014 году Егоршинский радиозавод сформировал пакет заказов на 2014 год в объёме 196 млн рублей. Купивший предприятие инвестор набрал новых сотрудников и вновь запустил производство.
2015 год. Инвестиции ОАО «Егоршинский радиозавод» в техническое перевооружение составили 40 млн рублей, из них 14,8 млн рублей получены из регионального бюджета.
Переоснащено сборочно-монтажное производство, установлено новое производственное, испытательное, измерительное оборудование, оборудование для автоматической оптической инспекции смонтированных печатных плат.
Для механосборочного производства закуплены и введены в эксплуатацию новые обрабатывающие центры, оборудование для переработки пластмасс.
Около 17 млн рублей направлено на модернизацию инфраструктуры — на предприятии заменили электросети, систему освещения и вентиляции. В сентябре 2015 года на заводе заменят системы отопления. Во втором полугодии 2015 года и в 2016 году на ЕРЗ планируется отремонтировать помещения для метрологической службы, химической лаборатории и испытательной станции, также планируется подготовить новые площади под эти подразделения.
В 2015 году компания получила заказы на 480 млн рублей, еще на 460 млн — на 2016 год. Продолжается преддоговорная работа по двум контрактам на 2016—2018 годы на сумму 250 млн рублей.
За январь-июнь 2015 года реализовано продукции на 98 млн рублей, за весь 2014 год было отгружено почти на 100 млн рублей.
В 2016 году ЕРЗ становится основным контролирующим акционером обанкроченного нижегородского завода «Электромаш». В кратчайшие сроки, при инвестиционной поддержке со стороны ЕРЗ, были воссозданы ряд производственных технологий, что позволило разработать и запустить в серийное производство изделие мобильной вышки «Сосна-НН», предназначенной для размещения телекоммуникационного оборудования на высоте до 35 метров. Мобильная антенная опора «Сосна-НН» представляет собой пятисекционную мачту, установленную на шасси КАМАЗ-5350 с гидравлической системой подъёма.
Параллельно ведутся работы по разработке модификаций мобильной вышки «Сосна-НН» с грузоподъемностью антенного оборудования до 1000 кг на шасси любого типа.
В 2017 году производственная площадка по изготовлению изделия «Сосна-НН» и ее модификаций перенесена на территорию завода ЕРЗ, г. Артемовский.
В 2018 году ОАО «Егоршинский радиозавод» (ЕРЗ) приобретает ООО «Салем» вместе с активами Балаковского дизелестроительного предприятия «Волжский дизель имени Маминых» (АО Волгодизельмаш). Возобновляет производственную деятельность и обеспечивает предприятие портфелем заказов на 2018—2019 г. на сумму около 1 млрд рублей.
Ведутся переговоры с АО «Трансмашхолдинг» по серийным поставкам газопоршневого двигателя для газовоза. Ранее заинтересованность в газовозах уже выразила ОАО «РЖД».
В 2019 года ОАО «ЕРЗ» стал владельцем имущественного комплекса (недвижимое оборудование и производственное оборудование) Баранчинского электромеханического завода (БЭМЗ), тем самым получив еще один актив в энергетическом секторе.
В настоящее время БЭМЗ является Обособленным Подразделением ОАО «Егоршинский радиозавод». Предприятие занимается разработкой, производством, испытанием и ремонтом электрических машин до 1 МВт. Основным видом продукции завода являются асинхронные электродвигатели и синхронные генераторы электрического тока, а также преобразователи частоты и двухмашинные стабилизаторные агрегаты. Новый собственник сохраняет профиль завода и всю линейку производимой ранее продукции БЭМЗ.
Завод получил контракты на поставку электростанций в контейнерном исполнении на полигон Мирный. К концу 2019 года численность предприятия увеличилась и составила более 450 человек.
В настоящее время запущено производство энергетических установок АО «Волгодизельмаш», укомплектованных генераторами производства БЭМЗ для создания полностью отечественной линейки среднеоборотных дизельных и газопоршневых станций повышенной надежности, мощностью до 1,2 МВт для различных отраслей экономики.

## Виды производства
- радиосборка
- производство печатных плат
- механообработка
- штамповка
- термообработка
- производство изделий из термопластичных и термореактивных материалов